# Municipio de Lucy
El municipio de Lucy (en inglés: Lucy Township) es un municipio ubicado en el condado de Burke en el estado estadounidense de Dakota del Norte. En el año 2010 tenía una población de 27 habitantes y una densidad poblacional de 0,29 personas por km².

## Geografía
El municipio de Lucy se encuentra ubicado en las coordenadas 48°41′27″N 102°32′58″O / 48.69083, -102.54944. Según la Oficina del Censo de los Estados Unidos, el municipio tiene una superficie total de 93.46 km², de la cual 89,08 km² corresponden a tierra firme y (4,69 %) 4,38 km² es agua.

## Demografía
Según el censo de 2010, había 27 personas residiendo en el municipio de Lucy. La densidad de población era de 0,29 hab./km². De los 27 habitantes, el municipio de Lucy estaba compuesto por el 88,89 % blancos, el 11,11 % eran amerindios. Del total de la población el 0 % eran hispanos o latinos de cualquier raza.